# Banedanmark
Banedanmark er Danmarks største jernbaneinfrastrukturforvalter og en statslig styrelse under Transport- og Bygningsministeriet, der driver, vedligeholder og udvikler den statsejede jernbaneinfrastruktur.
Banedanmark forestår drift og vedligeholdelse af spor- og signalanlæg, ligesom selskabet har visse opgaver på stationerne. Banedanmark er også ansvarlig for styring af togtrafikken, overordnet køreplanlægning og for at tildele jernbanekapacitet (plads på jernbanenettet) til jernbanevirksomhederne. Endvidere skal Banedanmark opkræve afgifter for jernbaneselskabernes anvendelse af skinnenettet - de såkaldte infrastrukturafgifter. Endeligt projekterer og gennemfører Banedanmark større anlægsopgaver i relation til statens jernbanenet. Selve entreprisen af projekterne udføres som regel af eksterne leverandører, som Banedanmark hyrer gennem udbud. Banedanmark ejer dog ikke stationsbygningerne, de tilhører DSB.
Virksomheden blev dannet den 1. januar 1997, da Banestyrelsen ved lov blev udskilt fra DSB. Navnet blev ændret til Banedanmark i 2004, hvorefter Banedanmark blev et statsligt selskab 100 % ejet af Transportministeriet. Virksomheden blev herefter ledt af en direktion og en bestyrelse (med Bestyrelsesformand Anne Birgitte Lundholt), der refererede til transportministeren frem til 1. juni 2010. Herefter blev Banedanmark igen omdannet til en styrelse med direkte reference til transportministeren af daværende Transportminister Hans Christian Schmidt.
Fra 2003 til 2010 lå arbejdsopgaverne med projektering af nye jernbaneanlægsprojekter i Trafikstyrelsen, mens Banedanmark havde ansvaret for selve projektgennemførelsen.
Hakon Iversen er administrerende direktør. Banedanmark beskæftiger næsten 3.000 ansatte og omsætter for ca. 10 mia. kr., hvilket dog svinger en del afhængigt af Folketingets anlægsbevillinger. Hovedsædet er beliggende på Carsten Niebuhrs Gade ved Kalvebod Brygge i København, men Banedanmark har kontorer i hele landet.
Foruden Banedanmark er de tidligere privatbaner, der ejes og drives af regionale trafikselskaber, også jernbaneinfrastrukturforvaltere.

## Frasalg af Rådgivning og lukning af Entreprise
I 2001 solgte Banedanmark (dengang Banestyrelsen) rådgivningsvirksomheden Banestyrelsen Rådgivning fra. Det engelske rådgivende ingeniørfirma Atkins overtog ca. 300 medarbejdere fra Banestyrelsen Rådgivning i forbindelse med salget.
Banedanmark begyndte i 2002 en process, hvor Banedanmarks entreprenørvirksomhed Entreprise blev udskilt og bød på entreprise opgaver på lige fod med privatejede entreprenørvirksomeheder. Tanken var, at Entreprise kunne sælges fra med en fortjeneste på samme måde som Banestyrelsen Rådgivning. Entreprise gav imidlertid underskud, og det var ikke muligt, at nå frem til en løsning, hvor tjenestemændene overgik til overenskomstvilkår. Herved blev virksomheden reelt usælgelig til private virksomheder, som næppe var interesseret i at overtage en række ansatte på tjenestemændsvilkår. I 2009 besluttede Banedanmark derfor at lukke store dele af Entreprise efter at have konsulteret Transportministeriet. Den tilbageværende del koncentrerer sig om vedligeholdelse af skinner og sikringsanlæg samt mindre anlægsopgaver men byder ikke på større anlægsopgaver.

## 2004-2005 - rigsrevisionskritik
Især år 2004 og 2005 var et regulært mareridt for Banedanmark. Selskabet viste sig ikke at havde et tilstrækkeligt overblik over præcist, hvor nedslidt statens jernbanenet var blevet som følge af årtiers administrativ og politisk forsømmelse, hvilket førte til akutte hastighedsnedsættelser over hele landet i sommerperioderne og tilhørende sammenbrud i togtrafikken. Værre endnu var det dog, at en efterfølgende undersøgelse af begivenhederne viste, at der, på trods af at den nødvendige viden var tilgængelig, ikke blev fulgt op i henhold til normerne. Sagen førte til et påbud fra Trafikstyrelsen Sikkerhed og fik Banedanmark til at iværksætte planen Handlingsplan for ændring af Banedanmarks sikkerhedskultur.
Endvidere fik Banedanmark skarp kritik fra Rigsrevisionen i både 2004 og 2005 for mangelfuld økonomistyring. . Endeligt var Transportministeriets departement stærkt utilfreds med utilstrækkelige leverancer af rapporteringer fra Banedanmark. Som konsekvens heraf blev Banedanmark underlagt skærpet tilsyn fra departementet og den daværende direktør Jesper Rasmussen gik af. Henrik Hassenkam blev den femte administrerende direktør i Banedanmark siden udskillelsen fra DSB i 1997. For at få vendt den dårlige udvikling lagde Banedanmark strategien Styr på banen.

## 2007-2013 - genopretning og renæssance for jernbanen
I perioden 2007 til 2013 oplevede Banedanmark en politisk medvind til genopretning og udbygning af jernbanen, som var uden sidestykke i nyere tid og forøgede Banedanmarks budgetter og antal ansatte i anseelig grad.

### Genopretning af banenettet
På baggrund af den nedslidte infrastruktur og det dertilhørende trafikale kaos, indgik Regeringen (Venstre og Det Konservative Folkeparti) en trafikaftale med Dansk Folkeparti og Det Radikale Venstre d. 26. oktober 2006, hvor der blev afsat en ekstra bevilling på 4,7 mia. kr. over årene 2007-2014. Hensigten med forliget var en fuldstændig afvikling af vedligeholdelsesefterslæbet på banerne i 2014 med undtagelse af signalsystemerne. 

### En grøn transportpolitik
29. januar 2009 indgik regeringen (Venstre og De Konservative), Socialdemokraterne, Dansk Folkeparti, Socialistisk Folkeparti, Det Radikale Venstre og Liberal Alliance forliget En grøn transportpolitik. Som noget ganske nyt tog forliget udgangspunkt i, at jernbanen skulle tildeles ca. 2/3 af alle midlerne. Forliget betød blandt andet, at hele fjernbanen og S-togsystemet fik bevilget en udskiftning af signalsystemerne til 21,7 mia. kr.  Endvidere fik Banedanmark en bevilling på 10 mia. kr. til at anlægge Danmarks første højhastighedsbane København-Køge-Ringsted-banen.
7. februar 2012 blev partierne Socialdemokraterne, Det Radikale Venstre, SF, Venstre, DF, Liberal Alliance og Det konservative Folkeparti enige om at elektrificere Lunderskov-Esbjerg-banen, så den stod klar til eltog ved udgangen af 2015.
Den 21. marts 2013 indgik Parterne bag aftalen om En grøn transportpolitik fra 2009, regeringen (Socialdemokraterne, Det
Radikale Venstre, Socialistisk Folkeparti), Venstre, Dansk Folkeparti, Liberal Alliance og Det Konservative Folkeparti en aftale om en
række nye initiativer på transportområdet - blandt andet at opgradere hele Sydbanen til en strækningshastighed på 200 km/t.

### Togfonden DK
Den 1. marts 2013 præsenterede regeringen det politiske udspil Togfonden DK - en infrastrukturfond på 27,5 mia. kr. finansieret af indtægter fra indvinding af nordsøolie. Fonden skal iflg. udspillet finansiere infrastruktur, der muliggør timemodellen og elektrificering af resten af hovedbanenettet. Ifølge daværende transportminister Henrik Dam Kristensen var formålet med fonden at investere i kollektiv trafik til gavn for store dele af landet og dermed sikre en grøn og bæredygtig transport i Danmark, så trængslen på vejene kan reduceres.